# Winifred Deans
Winifred Deans   (New Milton, 9 d'octubre de 1901 - Milltimber, 7 de juny de 1990) va ser una matemàtica britànica, coneguda per les seves traduccions de texts alemanys.
Deans es va graduar en matemàtiques a la universitat d'Aberdeen el 1922. Posteriorment va estudiar al Newnham College de la universitat de Cambridge, obtenint la titulació en matemàtiques el 1925. Després de donar classes a un institut de la vora de Londres durant dos anys, el 1927 va retornar a Escòcia on va ser contractada per l'editorial de Glasgow Blackie & Son com editora científica assistent. Acabada la Segona Guerra Mundial, el 1945, va passar a ocupar una plaça al Institut de Recerca Rowett, on va romandre fins a la seva jubilació el 1966. Deans és recordada per la seva tasca mentre era editora de Blackie & Son, ja que durant els quasi vint anys que hi va ser, va traduir un bon nombre de texts d'importants científics alemanys com Max Born, Erwin Schrödinger, Louis de Broglie, Ludwig Prandtl, Peter Debye, etc.